# Stazione di Valle Lomellina
Stazione di Valle Lomellina vasútállomás Olaszországban, Lombardia régióban, Valle Lomellina településen.

## Vasútvonalak
Az állomást az alábbi vasútvonalak érintik:
- Novara–Alessandria-vasútvonal

## Kapcsolódó állomások
A vasútállomáshoz az alábbi állomások vannak a legközelebb:
- Stazione di Sartirana
- Stazione di Olevano